# Мечеть Ахмадийя
Мечеть Ахмадийя (нем. Wilmersdorfer Moschee) — самая старая мечеть в Берлине, считается первой каменной мечетью, построенной на территории Германии. Расположена в берлинском районе Вильмерсдорф.

## История
Архитектор K. A. Xерманн (Hermann). Она была построена в период 1923—1925 гг. До этого в 1915 году была построена деревянная мечеть за счёт средств Германской империи для мусульманских военнопленных (так называемый «Лагерь полумесяца»), которую в 1920-х годах из-за плохого состояния пришлось снести.
У мечети есть минарет высотой в 32 м. Мечеть была сильна повреждена во время Второй мировой войны.
Мечеть принадлежит и поддерживалась Лахорским движением. Из-за нехватки денег и персонала, мечеть в 2007 году была временно закрыта. С 2010 года мечеть открыта вновь на регулярной основе. Пятничная молитва (Джума-намаз) всегда проводится в 13 часов 15 минут.
Здание мечети Ахмадийя имеет минарет высотой, равной 32 метрам. Однако постройка была сильно повреждена в результате боевых действий, проводимых во время Второй мировой войны. В частности, в результате обстрелов Красной Армии минареты были разрушены, а купол поврежден артиллерией.